# Mars Society
La Mars Society es una organización sin ánimo de lucro que aboga por la exploración y colonización de Marte. Fue fundada por Robert Zubrin en 1998 y sus principios se basan en la filosofía Mars Direct de Zubrin, cuyo objetivo es hacer que la misión humana a Marte sea lo más ligera y factible posible. La Mars Society tiene como objetivo generar interés en el programa Mars obteniendo el apoyo del público y mediante el lobby. Muchos miembros actuales y anteriores de la Mars Society son influyentes en la comunidad de vuelos espaciales en general, como Buzz Aldrin y Elon Musk.
Desde su fundación, la Mars Society ha participado activamente en la organización de eventos y actividades de investigación. Ha sido sede de su Convención anual de la Sociedad Internacional de Marte y ha operado proyectos de investigación como la Estación de Investigación Flashline Mars Arctic y la Estación de Investigación Mars Desert, ambas utilizando hábitats análogos de Marte. Ambas estaciones están ubicadas en ubicaciones remotas y tienen como objetivo replicar una verdadera misión de investigación a Marte. Los miembros de la tripulación en las estaciones deben realizar actividades extravehiculares simuladas, realizar tareas de investigación y vivir de suministros estrictamente racionados. La organización también organiza desafíos de robótica con universidades competidoras, llamados University Rover Challenge y European Rover Challenge.

## Estructura
Mars Society es una organización sin ánimo de lucro elegible 501(c)(3) que se financia con donaciones y es operada por voluntarios. La membresía de la Mars Society está disponible para todos mediante el pago de una pequeña tarifa. Los objetivos de la sociedad son obtener apoyo público para las misiones tripuladas a Marte, ejercer presión sobre el gobierno y las agencias espaciales e investigar los efectos en las tripulaciones marcianas a través de hábitats análogos de Marte.: xv–xvi 
El fundador y actual presidente de la Mars Society es Robert Zubrin. Los miembros notables y exmiembros de la organización incluyen a Buzz Aldrin, Elon Musk,: 99–100  y Gregory Benford. La sociedad es miembro de la Alianza para el Desarrollo Espacial y tiene departamentos en Canadá, Australia, Japón, Europa, etc.: xv–xvi  Desde su fundación en 1998, la sociedad organiza la convención anual de la Sociedad Internacional de Marte, con presentaciones principalmente sobre la exploración y colonización de Marte.

## Filosofía y proposiciones
La conferencia fundacional de la Mars Society enfatizó su enfoque en el plan Mars Direct y los esfuerzos de cabildeo ante el gobierno, sosteniendo que no había ninguna razón técnica que impidiera una misión humana a Marte dentro de una década. El segundo día de la conferencia hubo un intenso debate sobre la ética de la terraformación de Marte, que el escritor científico Oliver Morton describió como «rencoroso». Los términos 'Lebensraum' y 'destino manifiesto' utilizados por la audiencia en el debate fueron prohibidos en convenciones posteriores.: 309–311 
Muchos de los miembros de la Mars Society creen que una misión humana a Marte está al alcance de la mano en una década (como se establece en Mars Direct de Zubrin) y que dicha misión sentaría las bases para la colonización de Marte. : 10–11  La filosofía de Mars Direct ha permeado los esfuerzos de lobby de la sociedad. Durante un testimonio ante la Comisión Augustine de 2009, un panel creado por la administración Obama para delinear el futuro del programa espacial estadounidense, Zubrin abogó por iniciar un programa humano magro en Marte de manera similar a Mars Direct. El comité se mostró indiferente al testimonio; En el informe final, la comisión concluyó que una misión humana a Marte en general «exigiría décadas de inversión y conllevaría un riesgo considerable para la seguridad de los humanos».
Oliver Morton comentó en 2003 que la Mars Society es fundamentalmente una «organización utópica y escapista». Observó que muchos participantes en la convención de la Mars Society estaban descontentos con los programas espaciales del gobierno. Como consecuencia, favorecieron alternativas que a menudo son poco prácticas, como acuerdos de patrocinio, filantropía privada y bonos marcianos (sobre la base de recursos y ganancias futuros).: 267-272, 309-311 

## Antecedentes y fundación
La precursora de la Mars Society fue una pequeña red de entusiastas del espacio conocida coloquialmente como Mars Underground, que surgió alrededor de 1978. Los miembros de esta red estaban frustrados por la falta de atención de la administración estadounidense a la exploración de Marte. En abril de 1981, Mars Underground organizó la primera conferencia Case for Mars sobre la exploración de Marte en la Universidad de Colorado. Las conferencias Case for Mars se celebraron cada tres años: 25–27  hasta el sexto y último en 1996.
En la ahora desaparecida compañía aeroespacial Martin Marietta, Robert Zubrin –que había asistido a la tercera conferencia Case for Mars en 1987– y el ingeniero David Baker desarrollaron el plan de la misión humana a Marte, titulado Mars Direct.: 260  Publicaron su plan para que la NASA y el público lo revisaran a principios de 1990. El principio central del plan Mars Direct es utilizar las tecnologías existentes y eliminar la necesidad de encuentros espaciales peligrosos o de una costosa estación espacial. La NASA presupuestó un plan Mars Direct modificado (llamado NASA Design Reference Mission 3.0) en US$20 mil millones; una vigésima parte del costo del plan de misión a Marte en la Iniciativa de Exploración Espacial de la NASA (US$250–500 mil millones).
En 1996, Zubrin publicó Alegato a Marte, el mismo año en que tuvo lugar la última conferencia Case for Mars. El libro criticó propuestas anteriores de misiones de exploración a Marte por ser demasiado costosas y complicadas, propuso un plan de misión alternativo basado en el plan Mars Direct, dio argumentos filosóficos y refutó las críticas al plan.
La Mars Society fue fundada por Zubrin el 13 de agosto de 1998 durante la primera conferencia de la Mars Society en Boulder, Colorado, el mismo lugar donde tuvo lugar la primera conferencia Case for Mars 17 años antes.: 259–260  Con una duración de cuatro días, a la conferencia asistieron 750 personas y puede verse como un sucesor espiritual de las conferencias anteriores de Case for Mars. Algunos de los invitados eran del Mars Underground y aquellos que habían escrito a Zubrin sobre The Case For Mars.

## Actividades anteriores

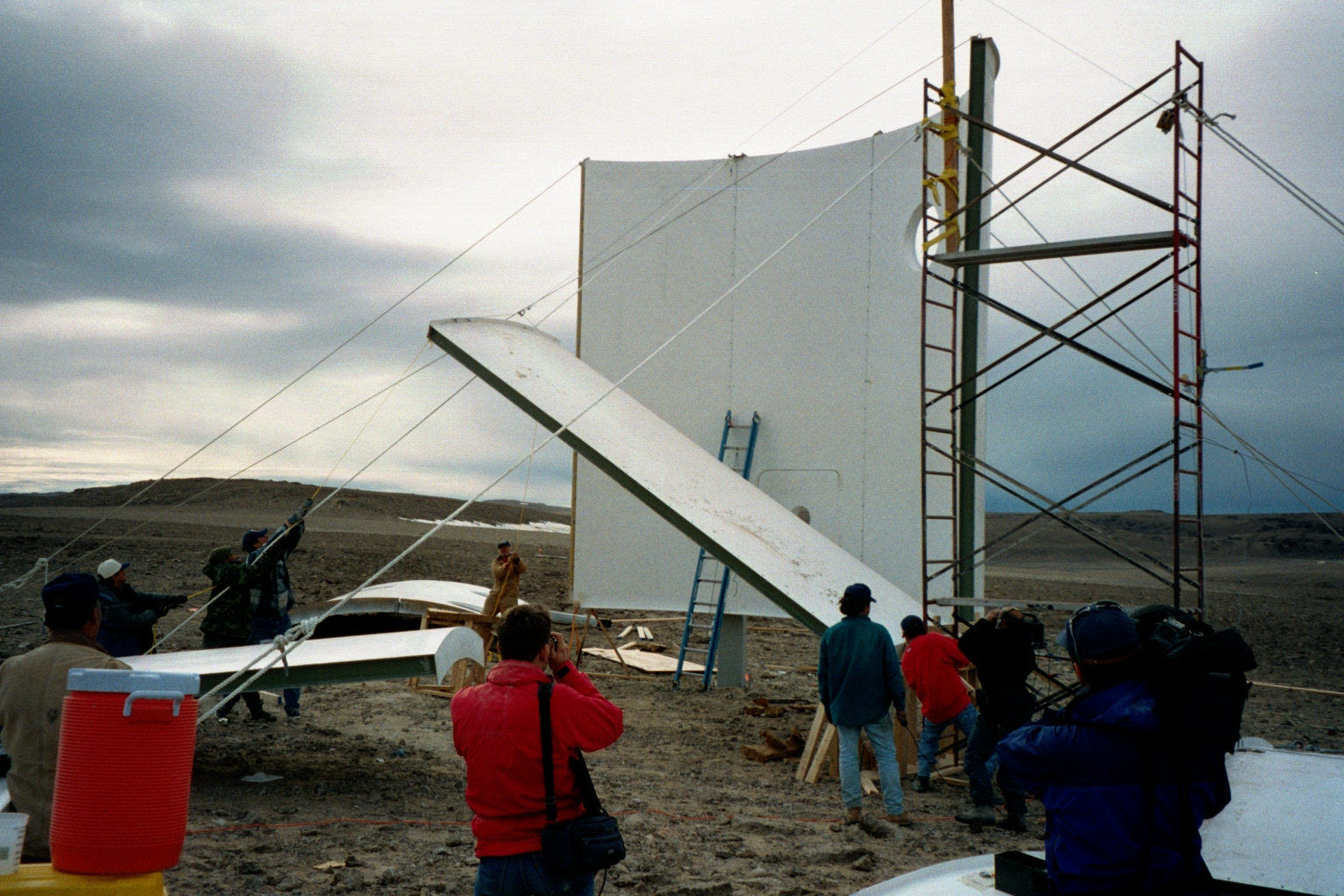
Construcción de la estación de investigación Flashline Mars Arctic, julio de 2000.

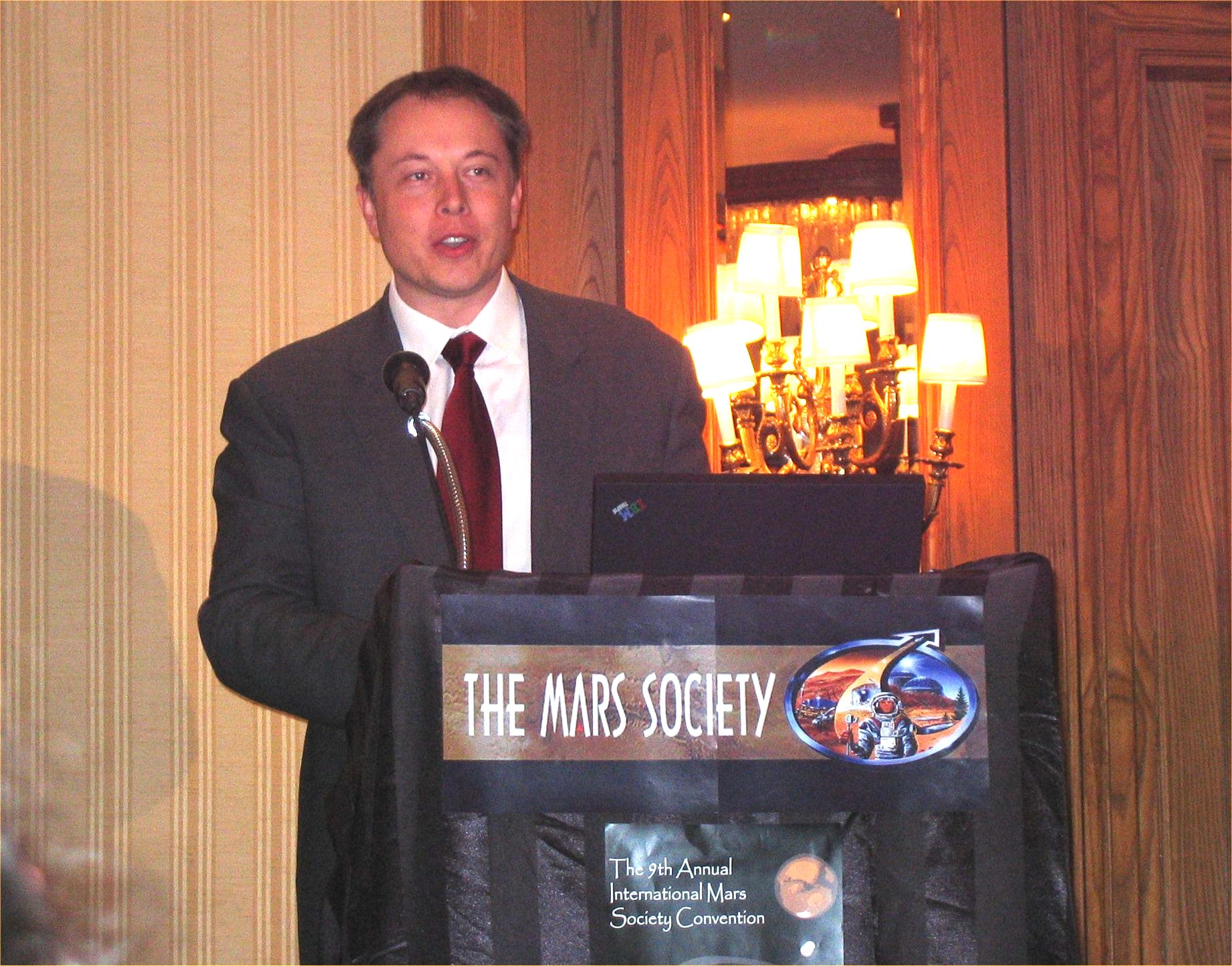
Elon Musk da detalles sobre las naves espaciales Falcon 9 y Dragon en la conferencia de la Mars Society de 2006.

Después de la primera convención, la Mars Society decidió construir una instalación análoga a Marte llamada Flashline Mars Arctic Research Station (FMARS) en la Isla Devon. El FMARS es la segunda instalación analógica de Marte del mundo; el primero es el Proyecto Haughton-Marte. El costo de construcción de FMARS lo comparten conjuntamente la Mars Society y el equipo del Proyecto Haughton-Mars.: 74–75  Parte de la financiación también provino de patrocinios comerciales como Discovery Channel. FMARS fue ocupada por primera vez en julio y agosto de 2000,: 98–99  y comenzó su primera misión simulada alrededor de 2001.
A mediados de 2001, la Mars Society recibió un cheque por US$5000 de Elon Musk para un evento de recaudación de fondos. Después de investigar brevemente los conceptos y misiones a Marte, Musk se unió a la junta directiva de la Mars Society y le donó US$100 000.: 99–100  En agosto de 2001, Musk abandonó la Mars Society tras una reunión con sus miembros y creó una fundación temporal para sus proyectos publicitarios. Sin embargo, en abril de 2002, Musk había abandonado por completo la fundación temporal; en cambio, fundó SpaceX para construir un cohete de bajo costo e invitó a ingenieros aeroespaciales que había conocido de antemano a viajes patrocinados por la Mars Society. Desde entonces, Musk mantuvo ocasionalmente contacto con la Mars Society, como lo demuestra su presentación del cohete Falcon 1 en 2008, su aceptación del Mars Pioneer Award de la sociedad en 2012 y su presentación en la reunión de la sociedad de 2020.
El dinero donado por Elon Musk se gastó en el próximo hábitat análogo de Marte, llamado Mars Desert Research Station (MDRS). En diciembre de 2001,: 74–75  la construcción del hábitat cerca de Hanksville, Utah, se completó.: 74–75 
De 2001 a 2005, las simulaciones de misiones a Marte en FMARS duraron entre 2 y 8 semanas y consistieron en diez tripulaciones rotadas. La primera misión simulada de cuatro meses de duración se realizó en 2007 y reveló conflictos culturales y estrategias de afrontamiento inadecuadas. Se realizaron misiones más cortas en 2009 y 2013, antes de que se llevara a cabo otra misión de larga duración llamada Mars 160 en 2017, en colaboración con el MDRS. La tripulación permaneció en MDRS durante ochenta días antes de ser transferida a FMARS, rotando la tripulación cada mes.: 99, 101  En abril de 2020, el MDRS había albergado diecinueve temporadas de campo con un total de 236 equipos, cada uno de los cuales estaba formado por seis o siete miembros.
La sociedad también formuló planes para lanzar experimentos espaciales, que nunca se materializaron. En 2001, después de una discusión entre Zubrin, Musk y los miembros de la junta, la Mars Society anunció la Misión Translife, más tarde rebautizada como Mars Gravity Biosatellite.: 99–100  La misión tenía como objetivo estudiar el efecto de la gravedad a nivel marciano en ratones, con la construcción de satélites apoyada por estudiantes del Instituto de Tecnología de Massachusetts (MIT) y Georgia Tech. En agosto de 2008, la Mars Society anunció el proyecto TEMPO3 tras una selección preliminar de propuestas. TEMPO3 fue concebido como un sistema de dos CubeSats unidos a una correa y girados con propulsores impulsados por dióxido de carbono, con el objetivo de demostrar un sistema de gravedad artificial rotatorio en el espacio. Ninguna de estas propuestas se construyó: el Mars Gravity Biosatellite fue cancelado en junio de 2009 debido a la falta de financiación y no se ha realizado ningún desarrollo adicional de TEMPO3 desde la propuesta inicial.
En la convención de 2015 de la Mars Society se organizó un debate entre dos representantes de Mars One (CEO Bas Lansdorp y Barry Finger) y dos investigadores del MIT (Sydney Do y Andrew Owens). Mars One, una organización sin fines de lucro ya desaparecida fundada en 2011, tenía como objetivo establecer un asentamiento humano en Marte a través de una misión unidireccional llamada Mars to Stay. Los investigadores del MIT criticaron el plan por considerarlo inviable y suicida. Según Dwayne A. Day de The Space Review, el equipo del Instituto de Tecnología de Massachusetts ganó el debate presentando argumentos específicos y realistas. También señaló que la popularidad de Mars One había eclipsado la de la Mars Society, afirmando que lo absurdo percibido de Mars One podría ser potencialmente perjudicial para la reputación de la Mars Society.

## Proyectos actuales

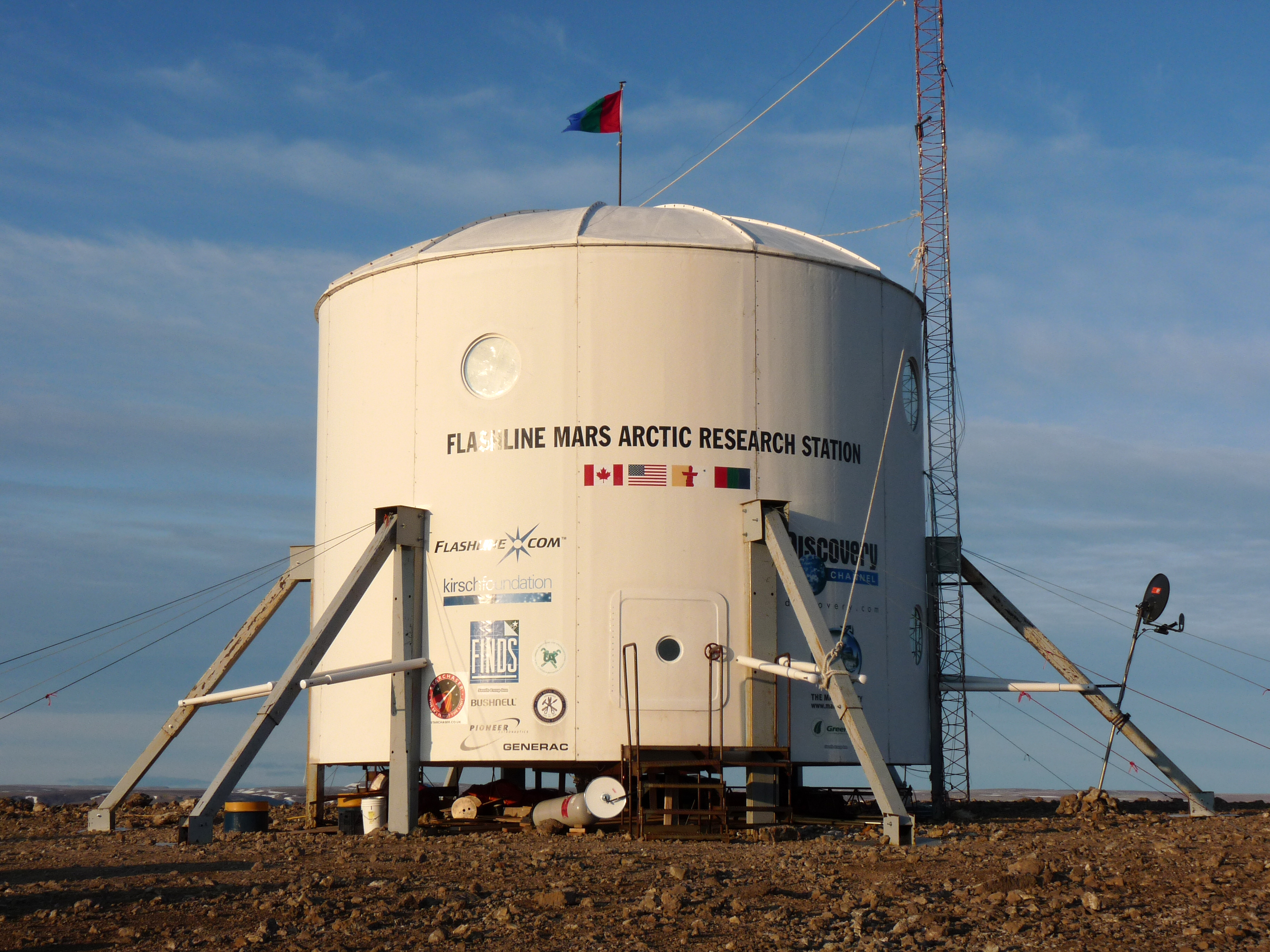
Flashline Mars Arctic Research Station, julio de 2009.

El principal proyecto de la Mars Society es el Programa de Estación de Investigación Analógica de Marte. El programa tiene como objetivo mejorar la comprensión de los factores técnicos y humanos de las misiones a Marte a través de sus dos hábitats análogos a Marte: la Estación de Investigación Flashline Mars Arctic (FMARS) y la Estación de Investigación del Desierto de Marte (MDRS). El FMARS está situado en la isla Devon en Canadá y cerca del cráter de impacto Haughton,: 98101  sobre el paralelo 75 norte, donde la isla está deshabitada y árida. El MDRS está ubicado cerca de Hanksville, Utah, donde el hábitat está aislado de la civilización. Las ubicaciones de ambas estaciones se eligen por las similitudes del paisaje con Marte. Debido a que estas estaciones están destinadas a la investigación, tanto FMARS como MDRS están cerradas a las visitas del público.
La Mars Society tiene planes de construir estaciones analógicas adicionales. Se pretendía que el Euro-MARS, operado por el capítulo europeo de la Mars Society, tuviera tres cubiertas e instalaciones más amplias. Sin embargo, durante el transporte desde el Reino Unido hasta el lugar de despliegue en Krafla, Islandia, el Euro-MARS sufrió daños irreparables. En 2017 se informó que Euro-MARS estaba nuevamente en la fase de planificación, pero no hay más actualizaciones disponibles sobre la estación.: 5–6  La Mars Society también planea construir otra estación analógica de Marte en Arkaroola, Australia, a partir de octubre de 2022. La estación replicaría una nave espacial que se lanza directamente desde la superficie de la Tierra, contando con un módulo de propulsión simulado, un escudo térmico y motores de aterrizaje.: 5–6 

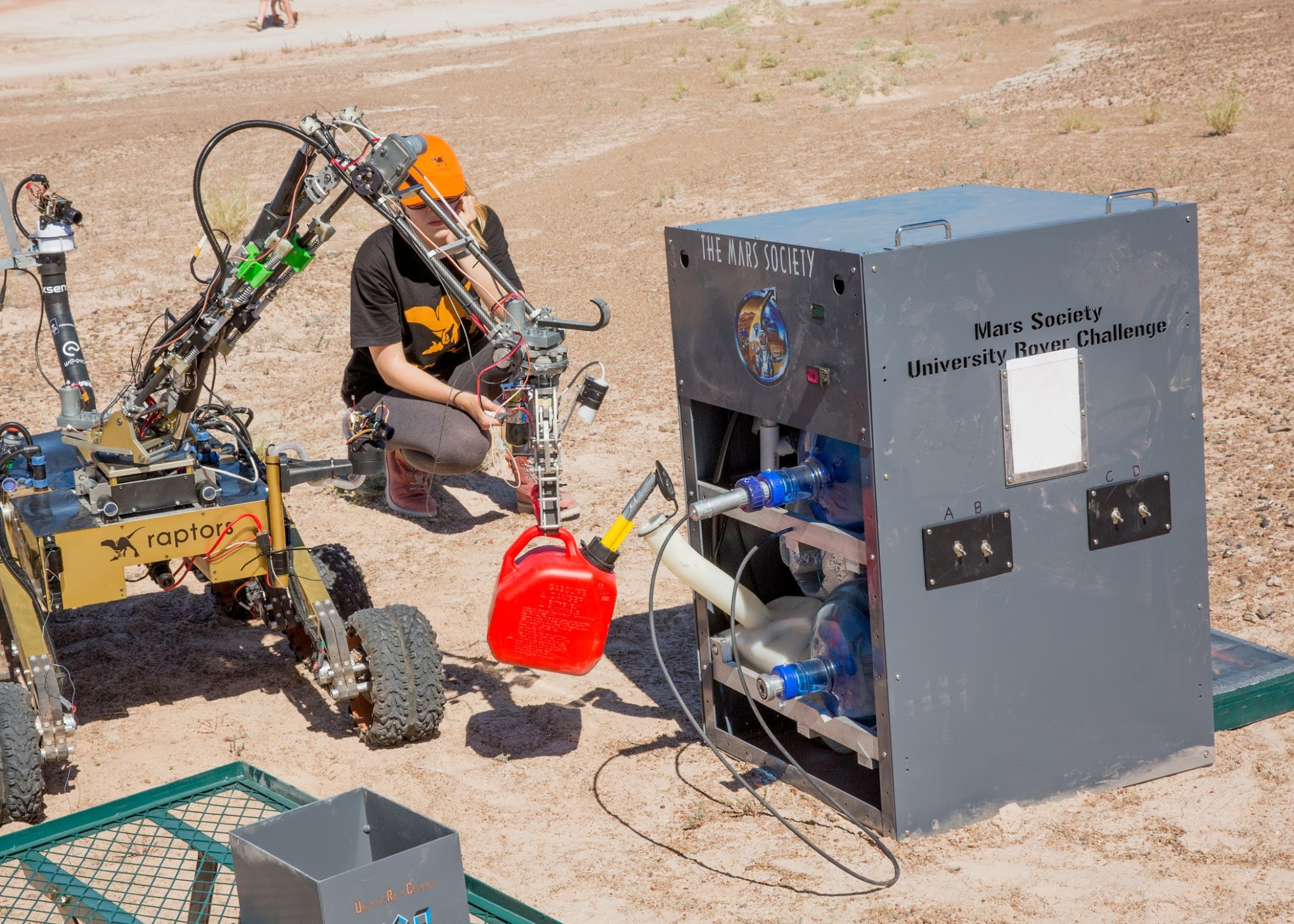
Un desafío en University Rover Challenge donde los rovers tienen que verter combustible en un generador.

Además de la investigación, la Mars Society organiza la Rover Challenge Series, un grupo de competiciones universitarias anuales para fabricar simulacros de rovers marcianos. Alrededor de mayo y junio de cada año, el University Rover Challenge de tres días de duración se lleva a cabo en el desierto de Utah, cerca del MDRS, donde los equipos compiten en tareas de exploración. Los operadores del rover sólo deben utilizar datos de sensores para la navegación, de forma similar a los rovers marcianos reales. Competiciones regionales similares que pertenecen a la Rover Challenge Series incluyen el European Rover Challenge, el Canadian International Rover Challenge y el Indian Rover Challenge.: 63–72 
El proyecto MarsVR tiene como objetivo simular la vida en el MDRS con datos reales del terreno de una milla cuadrada alrededor de la base. En colaboración con una empresa local de realidad virtual, MarsVR se utiliza para entrenar a las tripulaciones de MDRS simulando el uso de trajes espaciales, esclusas de aire, vehículos exploradores y actividades como cocinar. El software también puede simular la práctica de deportes en Marte, como fútbol y montañismo. La parte de exploración de MarsVR se puede descargar gratis en Steam, sin embargo, la parte de capacitación tiene un costo adjunto para el público.
En 2023, la Mars Society estableció el Mars Technology Institute, una organización sin fines de lucro, y la correspondiente corporación C, Mars Technology Lab, para investigar soluciones a los problemas laborales, agrícolas y energéticos en la colonización de Marte. El Instituto planea subcontratar la investigación a universidades antes de construir su propio campus.